# Zbrodnie w Grabinie
Zbrodnie w Grabinie – zbrodnie dokonane podczas rzezi wołyńskiej na ludności polskiej i cygańskiej w kolonii Grabina położonej w powiecie włodzimierskim województwa wołyńskiego przez oddziały Ukraińskiej Powstańczej Armii, w tym zbrodnia z dnia 29 sierpnia 1943 roku, w której zabito ponad 150 osób.
Zbrodnie na ludności Grabiny rozpoczęły się tuż po dezercji policjantów ukraińskich ze służby niemieckiej wiosną 1943 roku. Upowcy uprowadzili  kilka osób, po których ślad zaginął; znaleziono jedynie zwłoki jednego mężczyzny. Wymordowano także pięcioosobową rodzinę Pawlickich. 
Na początku sierpnia 1943 roku w Grabinie upowcy zabili kilka rodzin cygańskich. Ofiary spalono żywcem w chacie.
29 sierpnia 1943 roku po kilkudniowej mobilizacji w Kustyczach na Grabinę napadły bojówki UPA wsparte przez chłopów ukraińskich. Zabijano przy pomocy broni białej i narzędzi gospodarskich, do uciekających strzelano. Zginęło ponad 150 Polaków, pomimo obław na uciekinierów uratowało się prawdopodobnie około 70 osób. Niektórym ocalonym udzielili schronienia Ukraińcy. Napastnicy dokonali także rabunku mienia Polaków.
Napad na Grabinę był częścią większej akcji UPA na zachodzie Wołynia. Tego samego dnia wymordowano inne pobliskie miejscowości polskie.

## Literatura
- Grzegorz Motyka, Ukraińska partyzantka 1942-1960, Warszawa 2006 Wyd. Instytut Studiów Politycznych PAN, Oficyna Wydawnicza "Rytm", ISBN 83-88490-58-3 (ISP PAN,) ISBN 83-7399-163-8 (Rytm), ISBN 978-83-88490-58-3, s. 336;
- Romuald Niedzielko, Kresowa księga sprawiedliwych 1939-1945. O Ukraińcach ratujących Polaków poddanych eksterminacji przez OUN i UPA, ISBN 978-83-60464-61-8, Warszawa 2007, s.96;
- Władysław Siemaszko, Ewa Siemaszko, Ludobójstwo dokonane przez nacjonalistów ukraińskich na ludności polskiej Wołynia 1939–1945, t. 1, Warszawa: „von borowiecky”, 2000, s. 874-875, ISBN 83-87689-34-3, OCLC 749680885.